# José Manuel Rojas
José Manuel Rojas Bahamondes (* 23. Juni 1983 in Talagante), auch Pepe Rojas genannt, ist ein ehemaliger chilenischer Fußballspieler, der als Abwehrspieler agierte.

## Karriere

### Verein
José Rojas stammt aus Talagante in der Metropolregion Santiago und spielte von der Jugend an beim Hauptstadtclub CF Universidad de Chile. Mit 19 Jahren wechselte der Innenverteidiger in die erste Mannschaft in der Primera División. Bereits im zweiten Jahr war er mit 44 Saisoneinsätzen Stammspieler und gewann 2004 die Apertura-Meisterschaft mit dem Team.
2006 wechselte Rojas in der zweiten Saisonhälfte auf Leihbasis ins Ausland zum argentinischen Traditionsverein CA Independiente nach Avellaneda im Großraum Buenos Aires. Nach nur fünf Einsätzen in der dortigen ersten Liga kehrte er jedoch wieder zu Universidad de Chile zurück und holte mit dem Club mit dem Copa Sudamericana den ersten internationalen Titel der Vereinsgeschichte sowie vier weitere Meistertitel in den halbjährigen Spielzeiten und 2013 den Pokalsieg.
Nach ein paar Wechseln innerhalb Südamerikas und einem nach Spanien stand er ab 2020 bei CDP Curicó Unido unter Vertrag. Dort beendete er nach der Saison 2022 seine Karriere.

### Nationalmannschaft
Pepe Rojas spielte in der Jugend für die chilenische U-20-Auswahl 2003 bei der Südamerikameisterschaft. Danach wurde er national erst einmal nicht mehr berücksichtigt. Als er nach seiner Rückkehr aus Argentinien wieder Stammspieler bei CF Universidad de Chile wurde, wurde er 2007 auch einmal in der chilenischen Nationalmannschaft getestet. Obwohl ihm bei seinem Debüt sogar ein Tor gelang, kam er bis auf einen Einsatz 2009 nicht mehr zum Zug. Erst 2012 stieß er wieder in den Kreis der Auswahlspieler vor und konnte sich für weitere Einsätze empfehlen. In der Qualifikation für die Fußball-Weltmeisterschaft 2014 wurde er 7-mal eingesetzt und anschließend auch in das Aufgebot von 23 Spielern für das Turnier in Brasilien aufgenommen. Dort kam er dann aber in den drei Vorrundenspielen nicht zum Einsatz. Nach der WM wurde er nur noch in ein paar Freundschaftsspielen und in der Copa América 2015 eingesetzt, das Turnier gewannen die Chilenen dann am Ende auch. Danach wurde er aus dem chilenischen Nationalmannschaftskader gestrichen.

## Erfolge
- Copa América: 2015
- Copa Sudamericana: 2011
- Chilenischer Meister (6): 2004-A, 2009-A, 2011-A, 2011-C, 2012-A, 2014/15-A
- Segunda División B Grupo 4: 2017